# Coronaviridae
Coronaviridae és una família de virus que pertany al grup dels virus d'ARN monocatenaris +. Tenen embolcall amb una superfície en forma de bastó que sembla una "corona".

## Subfamílies
Inclou les següents subfamílies:
- Subfamília: Coronavirinae
  - Gèneres: Alphacoronavirus, Betacoronavirus, Gammacoronavirus

- Subfamília: Torovirinae
  - Gèneres: Bafinivirus, Torovirus

L'abril del 2008, el ICTV va ratificar algunes propostes:

## Transmissió
Els coronavirus es transmeten per la ruta fecal oral o per aerosols de secrecions respiratòries.

## Patogènesi
Els Coronavirus infecten un marge ampli de mamífers i ocells a tot el món. Malgrat que la majoria de les malalties són suaus de vegades poden ser severes en humans, per exemple la síndrome respiratòria aguda severa (SARS).